# Interfaz (Java)
Una interfaz en Java es una colección de métodos abstractos y propiedades constantes.
En las interfaces se especifica qué se debe hacer pero no su implementación. Serán las clases que implementen estas interfaces las que describan la lógica del comportamiento de los métodos.
La principal diferencia entre interface y abstract es que un interface proporciona un mecanismo de encapsulación de los protocolos de los métodos sin forzar al usuario a utilizar la herencia.

## Ventajas
El uso de las interfaces Java proporciona las siguientes ventajas:
- Organizar la programación.
- permiten declarar constantes que van a estar disponibles para todas las clases que queramos (implementando esa interfaz)
- Obligar a que ciertas clases utilicen los mismos métodos (nombres y parámetros).
- Establecer relaciones entre clases que no estén relacionadas.

## Uso
Java proporciona dos palabras reservadas para trabajar con interfaces: interface e implements.
Para declarar una interfaz se utiliza:
```
    
modificador_acceso
 
interface
 
NombreInterfaz
 
{

        
....

    
}

```

modificador_acceso puede ser una clase de objetos que nos permite utilizar herencia en abstracción constante en las clases en las que se implemente.
Para implementarla en una clase, se utiliza la forma:
```
    
modificador_acceso
 
class
 
NombreClase
 
implements
 
NombreInterfaz1
 
[
,
 
NombreInterfaz2
]

```

Una clase puede implementar varias interfaces de los paquetes que se han importado dentro del programa, separando los nombres por comas.
Ejemplo
- Definición de una interfaz:

```
    
interface
 
Nave
 
{

        
public
 
void
 
moverPosicion
 
(
int
 
x
,
 
int
 
y
);

        
public
 
void
 
disparar
();

        
.....

    
}

```

- Uso de la interfaz definida:

```
    
public
 
class
 
NaveJugador
 
implements
 
Nave
 
{

        
public
 
void
 
moverPosicion
 
(
int
 
x
,
 
int
 
y
)
 
{

            
//Implementación del método

            
posActualx
 
=
 
posActualx
 
-
 
x
;

            
posActualy
 
=
 
posActualy
 
-
 
y
;

        
}

        
public
 
void
 
disparar
()
 
{

            
//Implementación del método

        
}

        
...

    
}

```